# Adam Hefter

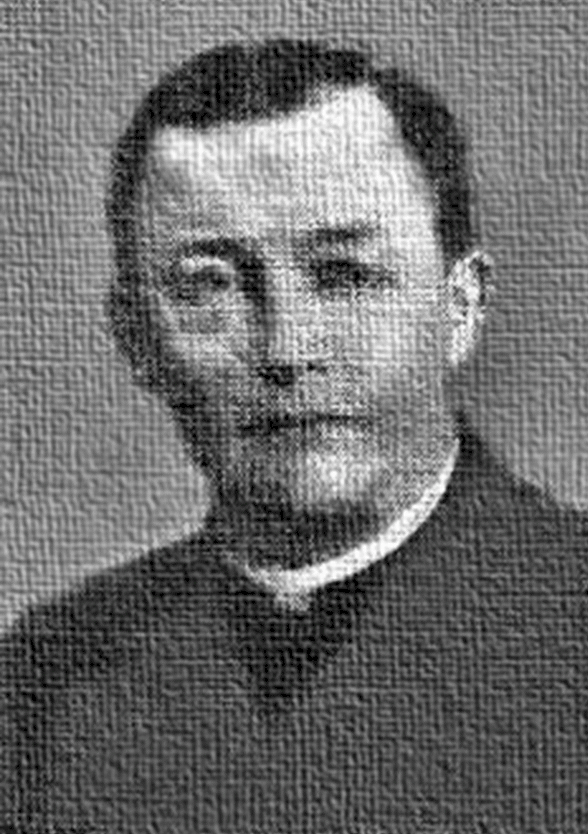
Adam Hefter 1914

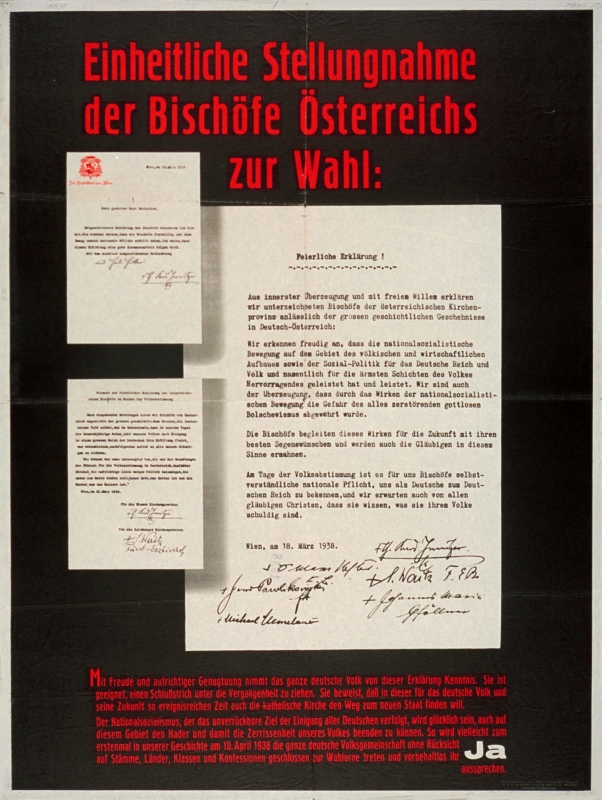
Erklärung zum Anschluss Österreichs 1938

Adam Hefter (* 6. Dezember 1871 in Stetten bei Prien am Chiemsee; † 9. Januar 1970 ebenda) war Bischof von Gurk in Österreich.

## Leben
Adam Hefter wurde im Deutschen Reich als Sohn eines Landwirtes geboren. Er besuchte das Gymnasium in Rosenheim und im Benediktinerkonvikt St. Peter in Salzburg. 1890 trat er in das Priesterseminar in Klagenfurt ein, am 22. Juli 1894 wurde er durch Bischof Josef Kahn zum Priester geweiht. Hefter wirkte zunächst als Seelsorger in St. Leonhard im Lavanttal und in Kellerberg (Gemeinde Weißenstein). 1896 schickte ihn Bischof Kahn zum Studium der altklassischen Sprachen an die Universität Innsbruck. Hefter legte die Lehramtsprüfung ab und erwarb 1901 das Doktorat der Philosophie. Seine Lehrtätigkeit in St. Paul im Lavanttal musste der junge Professor aufgrund eines Nervenzusammenbruchs bald aufgeben. Ein Aufenthalt in einer Nervenheilanstalt brachte seine vollkommene Wiederherstellung. Nach einem Jahr kam er an das Landesgymnasium nach Klosterneuburg. Hier lernte er Friedrich Gustav Piffl, den späteren Erzbischof von Wien, kennen und war auch politisch für Karl Lueger tätig. 1914 wurde er schließlich an das Gymnasium in Mödling berufen.
Am 26. Dezember 1914, während des Ersten Weltkrieges, ernannte ihn Kaiser Franz Joseph I. zum Bischof von Gurk. Es war die letzte Bischofsernennung in Gurk, die im Sinne des Vertrages von 1535 vom Landesfürsten vorgenommen wurde. Am 6. Februar 1915 wurde Hefter im Salzburger Dom zum Bischof geweiht und am 14. Februar wurde er im Klagenfurter Dom inthronisiert.
Die ersten Jahre seiner Regierungszeit waren vom Ersten Weltkrieg überschattet, unter dem Kärnten besonders schwer litt, da es zeitweise zu engstem Kriegsgebiet wurde. Mit dem Zusammenbruch der Donaumonarchie und dem Ende des Krieges waren die Kampfhandlungen für Kärnten jedoch noch nicht beendet, nachdem jugoslawische Truppen Teile Südkärntens besetzten und es zu einem Partisanenkrieg kam. Der Bischof war von Teilen seiner Diözese abgeschnitten und intervenierte bei den Bischöfen von Laibach und Lavant-Marburg um eine Waffenruhe. Hefter setzte für das besetzte Gebiet einen eigenen Generalvikar ein. Mit der Volksabstimmung vom 10. Oktober 1920 waren die Grenzen der Diözese Gurk gesichert.

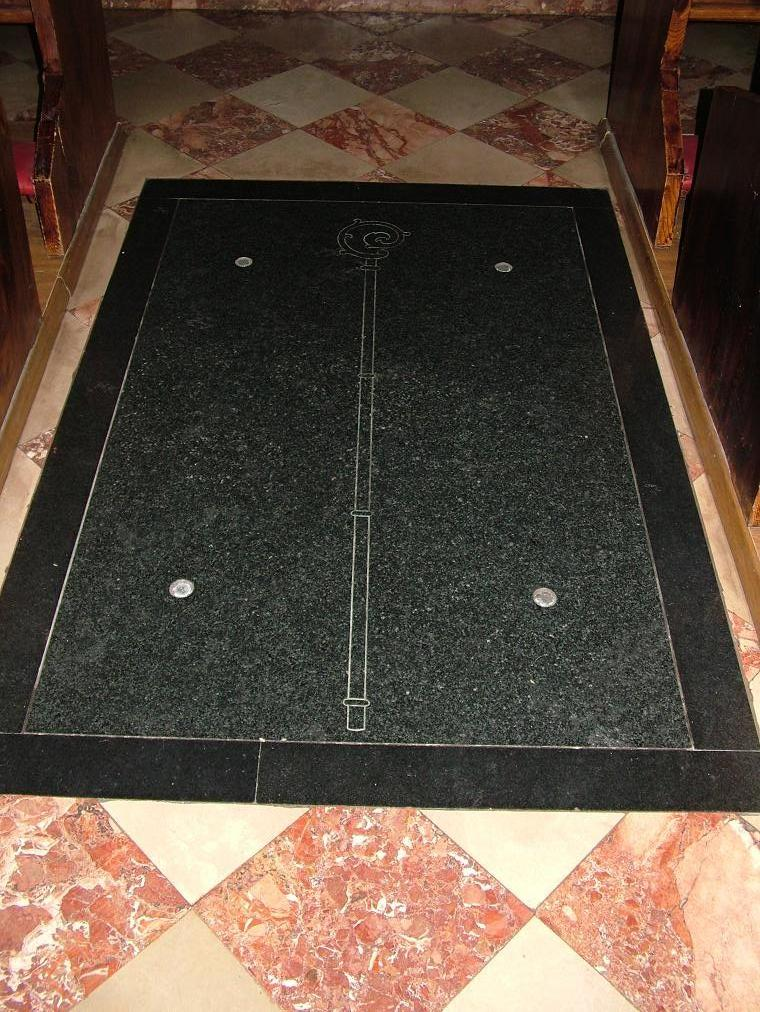
Gruft der Bischöfe Wiery, Hefter und Köstner

Hefter hatte sich mit den neuen Machtverhältnissen schnell abgefunden und seine Gläubigen in einem Hirtenbrief zur Anerkennung der republikanischen Staatsform aufgerufen. Der immer wieder an Nervenkrankheiten leidende Bischof legte dem Papst zu seinem 60. Geburtstag ein Resignationsgesuch vor, dem jedoch nicht stattgegeben wurde. 1934 wurde das alte Privileg des Salzburger Erzbischofs hinsichtlich der Ernennung seines Gurker Suffraganbischofs außer Kraft gesetzt. Im Jahre 1939 erreichte Bischof Hefter die Heiligsprechung der zuvor seligen Hemma von Gurk durch Papst Pius XI., die seinen Vorgängern nicht gelungen war. Die nationalsozialistische Bewegung fand in Kärnten schon früh fruchtbaren Boden und Bischof Hefter versuchte sich jeder politischen Stellungnahme zu enthalten und lehnte es auch ab, radikal gegen den Nationalsozialismus aufzutreten. Als Bischof Hudal mit seinem umstrittenen Buch „Die Grundlagen des Nationalsozialismus“ einen Brückenschlag zwischen Christentum und Nationalsozialismus versuchte, scheiterte eine Verurteilung des Werkes durch die österreichische Bischofskonferenz am Widerstand des Wiener Erzbischofs Innitzer und des Gurker Bischofs. Dies hat Hefter, der aus seiner deutschen Gesinnung nie ein Hehl machte, den Vorwurf eines „Hitlerbischofs“ eingetragen. Verübelt wurde ihm vereinzelt auch, dass er bei Adolf Hitlers Klagenfurt-Besuch dem Führer die Hand reichte.
Am 14. Juli 1939 dankte Bischof Hefter aus gesundheitlichen Gründen als Gurker Oberhirte ab und wurde zum Titularbischof von Marciana ernannt. Er zog sich nach Bayern an seinen Geburtsort Prien am Chiemsee zurück. Die Sommermonate verbrachte er jedoch regelmäßig in Kärnten und kam zur Erholung auf die Flattnitz und an den Längsee. 1944 feierte er sein goldenes Priesterjubiläum.
Vom 5. Dezember 1939 bis zu seinem Tod hatte er das Amt eines Titularerzbischofs von Maximianopolis in Rhodope inne.
Am 9. Januar 1970 verstarb Alt-Bischof Hefter im Alter von 98 Jahren und wurde in der Krypta der Klagenfurter Domkirche beigesetzt.
Hefter war seit 1910 Mitglied der katholischen Studentenverbindung KHV Welfia Klosterneuburg.